# Koloskopi
Koloskopi kallas undersökning av tjocktarmen med ett smalt, böjligt instrument, så kallat endoskop. Endoskopet dokumenterar tarmen med fiberoptik som för en vy av tarmens insida till en bildskärm. Läkaren kan granska tarmens slemhinnor och även ta prover av denna. Undersökningen kan av vissa upplevas som obehaglig eller smärtsam. Smärtan kan ha att göra med själva inträngandet genom ändtarmens ringmuskel, och kan även inträffa när instrumentet passerar tarmkrökarna. Starkt obehag kan upplevas genom att tarmen blåses upp med luft vartefter instrumentet förs allt längre in i kroppen. Vid behov ges lugnande och smärtstillande preparat. Lustgas kan förekomma, liksom narkos.
En inte lika utförlig undersökning är sigmoideoskopi där man undersöker de första 70 cm av tjocktarmen jämfört med 150 cm vid koloskopi. Sigmoideoskopi är ett bra alternativ vid vissa sjukdomsfrågeställningar då den ofta är lindrigare för patienten.

## Bakgrund
Koloskopi används för att undersöka änd- och tjocktarmen. Undersökningen är helt ofarlig, men kräver dels en speciell diet och dels att man rengör tarmen med tarmsköljningsmedel. En förutsättning för en fullgod undersökning är nämligen att kolon är ren. Därför det är viktigt att följa instruktionerna till förberedelsen. För många kan det dock vara svårt att fullfölja förberedelsen. Man upplever det besvärligt att dricka den stora mängd medicin som krävs. Eller så får man biverkningar så som illamående och kräkningar. Numera[när?] finns dock moderna preparat som minskar obehagen. En väl rengjord tarm är lättare att undersöka.

## Funktion
Koloskopi är den bästa metoden för att upptäcka tidiga små slemhinneförändringar i tjocktarmen och i sista delen av tunntarmen. Med denna metod kan man diagnostisera polyper, cancer, tarmfickor (divertiklar) eller inflammation i tarmen. Tack vare den höga upplösningen kan man avslöja små slemhinneförändringar i ett mycket tidigt skede. Man kan ta vävnadsprover från misstänkta delar av tarmen eller avlägsna polyper som kan vara förstadier till cancer. Mag- och tarmsjukdomar som Crohns sjukdom och ulcerös kolit kan hittas med hjälp av koloskopi.